# Schlacht um die Marianen-Inseln
Während des Pazifikkrieges war Operation Forager der Codename
für die Eroberung der von Japan besetzten Marianen-Inseln Guam, Saipan und Tinian durch die Alliierten. Die strategische Lage im Zentrum des damaligen Kriegsschauplatzes im Pazifik war ideal, um von dort aus mit dem neuen Langstreckenbomber Boeing B-29 Superfortress Luftangriffe auf Japan zu starten.
Die Streitkräfte der Vereinigten Staaten eröffneten am 15. Juni 1944 die Schlacht mit der Landung auf Saipan. Daraufhin mobilisierte die japanische Führung alle verfügbaren Schiffe (Flugzeugträger, Schlachtschiffe etc.), um die US-Amerikaner zurückzuschlagen. Die japanische Marinefliegerei hatte sich aber seit der Schlacht um Midway nie wieder erholt und die meist jungen und unerfahrenen japanischen Piloten waren den inzwischen erfahrenen und mit deutlich überlegenem Material ausgestatteten amerikanischen Marinefliegern deutlich unterlegen. Diese Schlacht in der Philippinensee endete für Japan mit drei versenkten Flugzeugträgern und über 400 zerstörten Flugzeugen. Diese Luft/Seeschlacht ging unter dem Namen Great Marianas Turkey Shoot in die Militärgeschichte ein.
Am 21. Juli landeten US-Marines auf Guam und drei Tage später auf Tinian.
Ende August 1944 waren die Marianen in alliierter Hand. Die Einnahme der Marianen war der Schlüssel zur Eröffnung des strategischen Bombenkrieges gegen die japanischen Hauptinseln durch die Bomber der Twentieth Air Force der USA, welche im folgenden Jahr die fast vollständige Vernichtung der japanischen Kriegswirtschaft nach sich zog.

## Hintergrund
Anfang Januar 1944 veröffentlichte Admiral Nimitz den vorläufigen Operationsplan für den Zentralpazifik für das Jahr 1944 mit der Bezeichnung Granite. Als letzte Phase von Granite sah er die Einnahme, Besetzung und Verteidigung von Saipan, Tinian und Guam vor. In den ersten beiden Monaten des Jahres 1944 kam es zu einer unerwarteten Beschleunigung der Operationen im Pazifik. Am 17. Februar war das Kwajalein-Atoll eingenommen, eine erfolgreiche Landung auf Eniwetok durchgeführt und ein schneller Trägerangriff auf Truk durchgeführt worden. Am 13. März wies Nimitz daher der Eroberung der Marianen höchste Priorität zu. Am 20. März gab Nimitz eine Studie des Generalstabs für die Invasion der Marianen mit dem Namen „Forager“ heraus. Ziel dieser Operation war es, Stützpunkte zu erobern, von denen aus die japanischen Kommunikationslinien unterbrochen werden konnten, die Neutralisierung von Truk zu unterstützen und die strategischen Bombenangriffe auf die Palaus, die Philippinen, Formosa und China einzuleiten. Obwohl die Marianen nicht über geschützte Ankerplätze verfügten, worauf Nimitz den Generalstabsrat hingewiesen hatte, wurden diese Inseln als nächstes Ziel im Rahmen der Kampagne im Zentralpazifik ausgewählt. Der wichtigste Faktor, der die amerikanischen Planer beeinflusste, war der Bedarf an Stützpunkten, von denen aus die B-29 das japanische Heimatland bombardieren konnten.

## Auftakt
Am 28. März wurde Admiral Spruance Oberbefehlshaber der 5. US-Flotte mit der Durchführung von Operation Forager betraut. Die eigentliche Landung sollte von der V Amphibious Force unter dem Kommando von Konteradmiral Richmond K. Turner durchgeführt werden. Turner gliederte die 5th Amphibious Force in zwei Teile: die Northern Attack Force (Task Force 52) unter seinem persönlichen Kommando für die Landungen auf Saipan und Tinian und die Southern Attack Force (TF53) für die Landung auf Guam unter dem Kommando von Konteradmiral Richard L. Conolly. Die Ladungstruppen (Northern Troops and Landing Force) der Northern Attack Force unter Generalleutnant Holland M. Smith bestand aus der 2. (Major General Thomas E. Watson) und 4.(Major General Harry Schmidt) Marinedivision.
Die Landungstruppen im Süden (Southern Troops and Landing Force) unter Generalmajor Roy S. Geiger setzten sich aus der 3. Marinedivision (Major General Allen H. Turnage) und der 1. Provisional Marine Brigade (Brigadier General Lemuel C. Shepherd Jr.) zusammen. Die schwimmende Reserve unter dem Kommando von Konteradmiral William H. P. Blandy bestand aus der 27. Division (Generalmajor Ralph C. Smith). Zusätzlich würde die Invasion durch Elemente der Fast Carrier Task Force (TF58) von Vizeadmiral Marc A. Mitscher und landgestützte Flugzeuge des Kommandos Central Pacific Forward Area (TF57) von Vizeadmiral Hoover gedeckt werden. Die U-Boote der Submarine Force Pacific Fleet von Vizeadmiral Charles A. Lockwood sollten weit im Westen aufklären, und die logistische Unterstützung lag in der Verantwortung der strategisch und operativ wichtigen Fleet Service Force Pacific Fleet von Vizeadmiral William L. Calhoun.

### Angriffsplan
Der Operationsplan sah folgende Einzelheiten für die Landungen vor. Im nördlichen Sektor sollte die 4th Marine Division an den Strandabschnitten Blau und Gelb landen, die sich von der Stadt Charan Kanoa nach Süden bis fast nach Agingan Point erstreckte. Ihr erstes Ziel sollte eine Linie sein, die im Norden etwa 1.800 m von den Stränden entfernt landeinwärts verlief und sich am südlichen Ende zur Wasserkante hin verjüngte. Dann sollte die Division auf Befehl schnell vorrücken und den Flugplatz Aslito und das umliegende Gelände einnehmen. Die 2. Marinedivision sollte gleichzeitig nördlich von Charan Kanoa an den Abschnitten Green and Red landen und das erste Gelände im Landesinneren einnehmen, dann schnell vorrücken und den Berg Tapotchau und den Berg 'Tipo Pale sowie das angrenzende Gelände einnehmen. Die Artillerie des XXIV. Korps sollte auf Befehl an den zu benennenden Stränden landen und die ihr zugewiesenen Aufgaben erfüllen.
Im südlichen Sektor sah der Plan die Einnahme eines Brückenkopfes vor, der sich von Adelup Point entlang der Kammlinie Mount Alutom Mount Tenjo-Mount Alifan bis Faepi Point erstrecken sollte. Die 3. Marinedivision sollte zwischen Adelup Point und der Mündung des Tatgua landen und nach Süden in das Gebiet von Apra Harbor vorrücken. Gleichzeitig sollte die 1. Provisional Marine Brigade, unterstützt durch das 305th Regimental Combat Team der 77th Division, zwischen Agat und Bangi Point landen und dann nach Norden zur Basis der Orote-Halbinsel vorstoßen.

## Reaktion der Japaner
Als Reaktion auf die unmittelbare Bedrohung der Marianen, der Karolinen und der Palaus führte das japanische Oberkommando eine Reihe strategischer Maßnahmen durch, darunter eine Umstrukturierung der Kommandostruktur im Zentralpazifik. In den ersten beiden Kriegsjahren übernahm die 4. Flotte die Führung über alle japanischen Garnisonen in den Mandatsgebieten und operierte unter der direkten Aufsicht der Vereinigten Flotte. Im März 1944 hatte die 4. Flotte jedoch die tatsächliche Kontrolle über ihre verbleibenden Garnisonen in den Marshalls verloren und war durch Mitschers Angriffe auf Truk und die Marianen im Februar weiter geschwächt worden. Am 10. März 1944 wurden die Kombinierte Flotte und die 4. Flotte dem Kommando der Zentralpazifischen Raumflotte unterstellt, die von Vizeadmiral Chuichi Nagumo befehligt wurde. Dies bedeutete, dass Nagumo die Kontrolle über alle Marine- und Armeekräfte in den Mandaten und auf den Bonin-Inseln im Norden erhielt. 
Danach beschränkte sich die Kontrolle der 4. Flotte auf die Marinegarnisonen in Truk und auf den östlichen Karolinen, obwohl sie theoretisch die Kontrolle über die verlorenen Garnisonen in den Marshalls ausübte. Die Marinegarnisonen auf den Marianen, den Bonins und den westlichen Karolinen (Palau-Sektor) unterstanden dem direkten Kommando der Central Pacific Area Fleet. Außerdem wurde Chuichi Nagumo zum Befehlshaber aller Armeekräfte im Südseemandat und den Bonininseln ernannt. In der Praxis blieb das Heer jedoch weitgehend autonom vom Marinekommando. Folglich übte die 31. Armee die ausschließliche taktische und administrative Kontrolle über das gesamte Heerespersonal in diesem Gebiet aus. Noch bedeutsamer als die administrativen Veränderungen war die rasche Beschleunigung der Truppenbewegungen in das Gebiet nach dem Fall der Marshallinseln und dem Angriff auf Truk.
Im Mai 1944 verfügten die Japaner im Gebiet der 31st Army über fünf Divisionen, sechs eigenständige Brigaden und fünf eigenständige Regimenter, unterstützt von zahlreichen kleineren Einheiten, die von Panzer- und Flugabwehrartillerieregimentern bis hin zu eigenständigen Maschinenkanonen-Kompanien reichten. Ungefähr ein Drittel des Armeepersonals im Zentralpazifik war auf den Marianen konzentriert, darunter zwei Divisionen, zwei selbständige Brigaden und zwei selbständige Regimenter. Die beiden auf den Marianen stationierten Divisionen waren die 29. und die 43. Die 29. wurde im Februar von der Mandschurei nach Saipan verlegt und später nach Guam verlegt. Die 43. Division, die im Juni 1943 aufgestellt wurde, verlegte Ende Mai 1944 von Japan nach Saipan.
Außerdem stellten die militärischen Entscheidungsträger Japans eine Reihe unabhängiger Armeeeinheiten für den Einsatz im zentralpazifischen Raum auf. Einheiten von Bataillonsgröße und kleiner wurden von ihren Stammdivisionen abgetrennt und in acht Expeditionseinheiten zusammengefasst, von denen drei auf die Marianen entsandt wurden. Die 1. Expeditionseinheit, bestehend aus vier Infanteriebataillonen und zwei Artilleriebataillonen, wurde Saipan zugeteilt; die 3. Expeditionseinheit, bestehend aus zwei Infanteriebataillonen und einem Artilleriebataillon, wurde nach Pagan verlegt; und die 6. Expeditionseinheit, bestehend aus sechs Infanteriebataillonen und zwei Artilleriebataillonen, wurde nach Guam entsandt. Nachdem die meisten Expeditionseinheiten im Mai an ihren jeweiligen Bestimmungsorten eingetroffen waren, ordnete die Heeresabteilung im Kaiserlichen Generalhauptquartier eine Umstrukturierung der Expeditionseinheiten in unabhängige gemischte Brigaden und unabhängige gemischte Regimenter an.
Auf den Marianen wurde die 1. Expeditionseinheit (Saipan) zur 47. unabhängigen gemischten Brigade, die 3. Expeditionseinheit (Pagan) wurde zum 9. unabhängigen gemischten Regiment, und die 6. Expeditionseinheit (Guam) wurde in die 48. unabhängige gemischte Brigade und das 10. unabhängige gemischte Regiment aufgeteilt. Die Marine begann außerdem mit der Aufstellung der 55. und 65. Naval Guard Forces auf Saipan bzw. Tinian eine strategische Expansion auf den Marianen. Von Januar bis Anfang Juni 1944 entsandten die Japaner etwa 45.000 Armeeangehörige auf die Marianen. Davon waren fast 40.000 auf Saipan, Guam und Tinian stationiert, während die restlichen 3.000 auf Pagan und Rota verteilt waren.